# Göttinger Hainbund

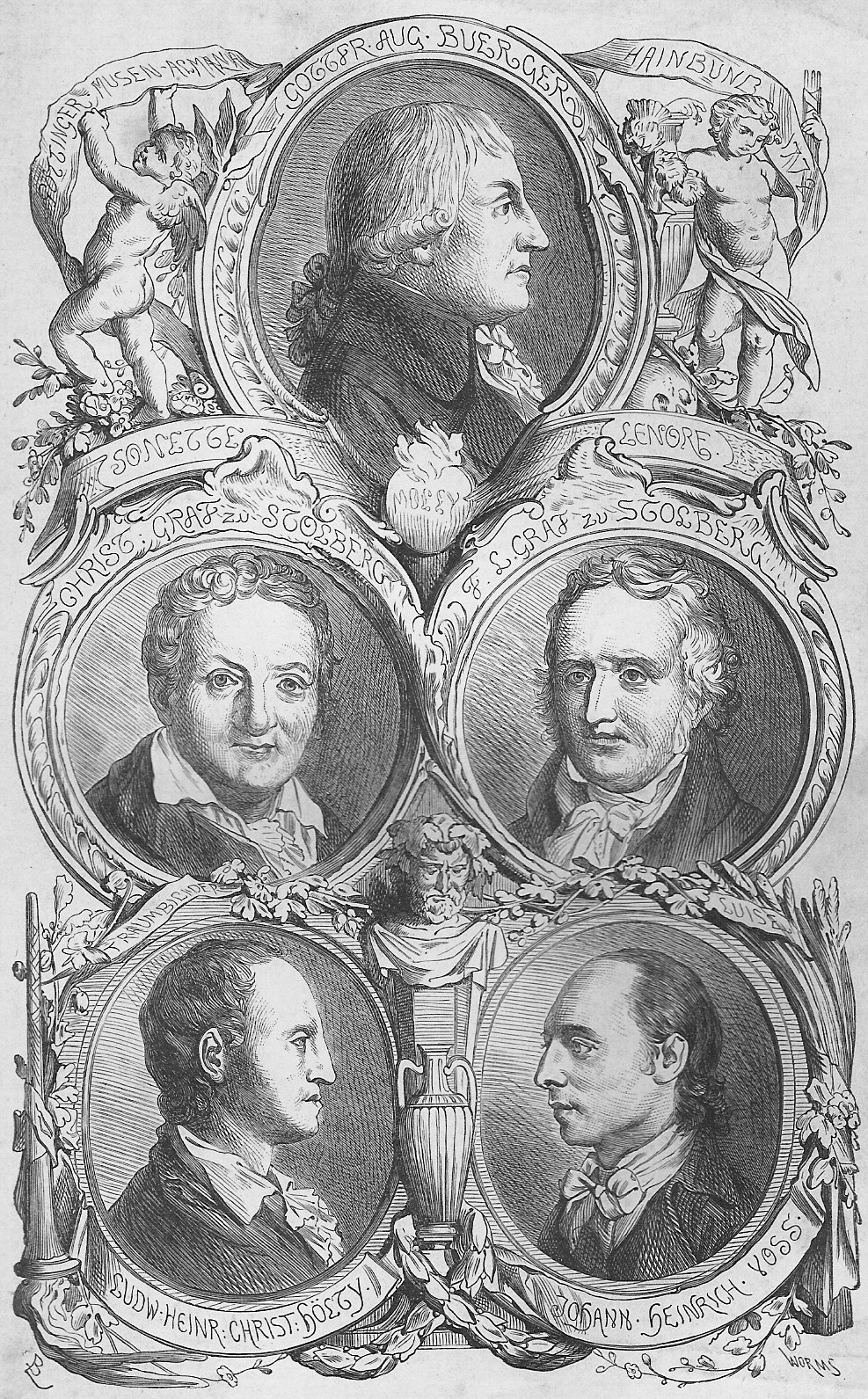
Mitglieder des Hainbunds: Bürger, Christ. Graf zu Stolberg, F. L. Graf zu Stolberg, Hölty, Voß (von oben und von links)

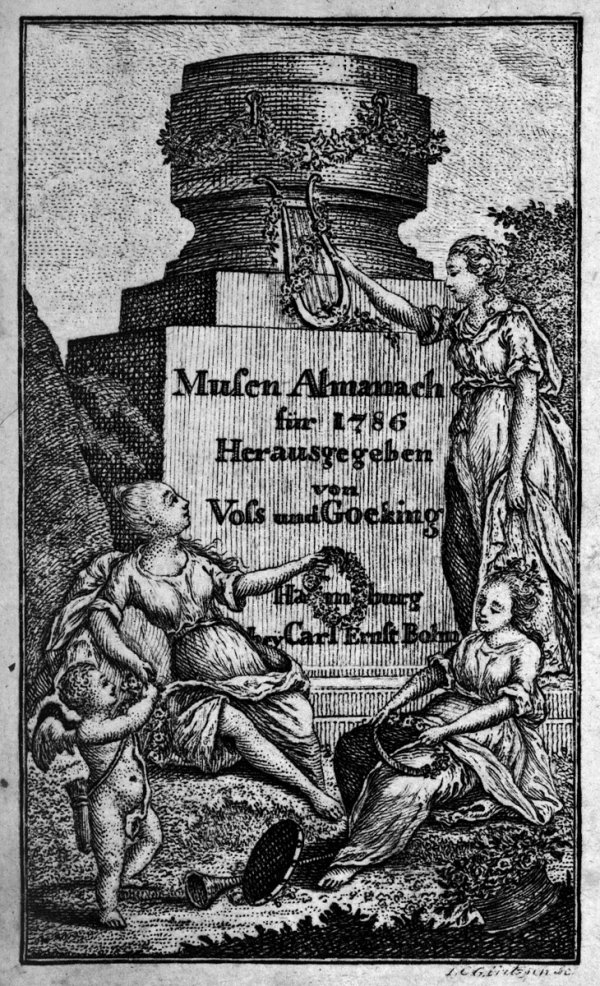
Titel des Göttinger Musenalmanachs 1786

Der Göttinger Hainbund war eine die Natur verehrende, zum Sturm und Drang tendierende literarische Gruppe im Deutschland des 18. Jahrhunderts.

## Allgemeines
Der Göttinger Hainbund wurde am 12. September 1772 von Johann Heinrich Voß, Ludwig Christoph Heinrich Hölty, Johann Martin Miller, Gottlieb Dieterich von Miller, Johann Friedrich Hahn und Johann Thomas Ludwig Wehrs auf dem Kerstlingeröder Feld nahe der Universitätsstadt Göttingen gegründet. Die Gründungsmitglieder hatten sich teils durch ihre Beiträge zur literarischen Zeitschrift „Göttinger Musenalmanach“ kennengelernt, die 1770 von Heinrich Christian Boie begründet wurde, teils durch ihr gemeinsames Studium. Spätestens ab 1772 war der Musenalmanach dann das Sprachrohr des Hainbundes. Die Göttinger Hainbündler selbst haben ihre Gedichte im handschriftlich erhaltenen, zweibändigen „Bundesbuch“ gesammelt. Die Gedichtsammlung wurde erst 2006 erstmals und vollständig ediert und kommentiert. Das „Bundesbuch“ bietet einen vollständigen Überblick über die Dichtung aus dem Kreis des Hainbunds und erschließt ein weiteres Stück Lyrikgeschichte des 18. Jahrhunderts.
Ihre Naturbegeisterung als Gegengewicht zum Rationalismus der Aufklärung stellt zwar eine gewisse Verbindung mit dem Sturm und Drang dar; trotzdem kann eine klare Zuordnung des Göttinger Hainbundes zu Sturm und Drang oder der Literatur der Aufklärung zurzeit nicht gemacht werden. In diesem Punkt sind die Literaturwissenschaftler uneins.
In Friedrich Gottlieb Klopstock fanden die Göttinger eine Vaterfigur. Mit ihrer Verehrung für ihn grenzten sie sich gleichzeitig gegen Christoph Martin Wieland und dessen ironisch-besonnenen Stil ab. Am 2. Juli 1773, Klopstocks Geburtstag, den die Mitglieder des Hains ausgiebig feierten, kam es zu einer Verbrennung von Wielands Werken. Dabei wurde auch ein Bild Wielands ins Feuer geworfen und als „executio in effigie“, also „Strafe am Bildnis“, verbrannt („[…] Hernach […] aßen wir, punschten, und zuletzt verbrannten wir Wielands Idris und Bildnis.“)
Die Bezeichnung „Hainbund“ geht auf Klopstocks Ode „Der Hügel und der Hain“ zurück. Eine andere Vaterfigur, obwohl nicht Mitglied des Hains, war Gottfried August Bürger. Bürger war als Gerichtsamtmann am Gericht Altengleichen in Gelliehausen tätig. Er und Hölty gelten außerdem als Begründer der deutschen Kunstballade.
Auf seiner Durchreise ließ sich Klopstock 1774 von den Mitgliedern des Hainbundes feiern. 1775 löste sich der Hainbund auf, da seine Mitglieder das Studium beendeten und Göttingen verließen.

## Mitglieder
- Heinrich Christian Boie (1744–1806), Dichter und Herausgeber
- Ernst Brückner (1746–1805), Theologe und Literat
- Carl Christian Clauswitz (1734–1795), deutsch-dänischer Beamter
- Carl August Wilhelm von Closen (ca. 1754–1776)
- Carl Friedrich Cramer (1752–1807), Theologe, Buchhändler, Übersetzer, Journalist und Musikschriftsteller
- Christian Hieronymus Esmarch (1752–1820), Beamter
- Schack Hermann Ewald (1745–1822), Hofbeamter und Publizist
- Johann Friedrich Hahn (1753–1779), Lyriker
- Ludwig Christoph Heinrich Hölty (1748–1776), volkstümlicher Dichter
- Johann Anton Leisewitz (1752–1806), Schriftsteller und Jurist
- Johann Martin Miller (1750–1814), Theologe und Schriftsteller
- Gottlieb Dieterich von Miller (1753–1822), Jurist
- Christian zu Stolberg-Stolberg (1748–1821), Übersetzer und Lyriker
- Friedrich Leopold zu Stolberg-Stolberg (1750–1819), Dichter, Übersetzer und Jurist
- Johann Heinrich Voß (1751–1826), Dichter, Übersetzer und Hochschullehrer
- Johann Thomas Ludwig Wehrs (1751–1811), Theologe

## Dem Bunde Nahestehende
- Gottfried August Bürger (1747–1794), Dichter
- Matthias Claudius (1740–1815), Dichter und Journalist
- Leopold Friedrich Günther von Goeckingk (1748–1828), Lyriker, Publizist, kurländischer Legationsrat und preußischer Beamter
- Friedrich Wilhelm Gotter (1746–1797), Schriftsteller und Lyriker
- Friedrich Gottlieb Klopstock (1724–1803), Dichter
- Joseph Martin Kraus (1756–1792), deutsch-schwedischer Komponist, Kapellmeister am Hof des schwedischen Königs Gustav III. und Direktor der Königlich Schwedischen Musikakademie
- Christian Gottlob Neefe (1748–1798), Komponist, Organist, Kapellmeister und Musikwissenschaftler
- Christian Adolph Overbeck (1755–1821), Diplomat, Dichter, Aufklärer und Bürgermeister der Hansestadt Lübeck
- Gottlob Friedrich Ernst Schönborn (1737–1817), Diplomat in dänischen Diensten
- Christian Friedrich Daniel Schubart (1739–1791), Dichter, Organist, Komponist und Journalist
- Johann Gottfried Friedrich Seebach (* um 1747; † 1773)
- Anton Matthias Sprickmann (1749–1833), Schriftsteller und Jurist